# عباس أباد (إقليد)
عباس أباد (بالفارسية: عباس‌آباد) هي قرية تقع في Hasanabad District في إيران. يقدر عدد سكانها بـ 315 نسمة .